# Antoine Bernède
Antoine Joseph Emmanuel Bernède (ur. 26 maja 1999 w Paryżu) – francuski piłkarz występujący na pozycji pomocnika w klubie Red Bull Salzburg. Ma również obywatelstwo kameruńskie.

## Kariera juniorska i klubowa
W wieku ośmiu lat zaczął się szkolić w klubie FC Solitaires Paris-Est. W 2012 trafił do Paris Saint-Germain.
W 2016 awansował do drugiej drużyny, w której występował przez dwa lata. 1 lipca 2018 przeniósł się do pierwszego zespołu. Zadebiutował 4 sierpnia 2018 w wygranym 4:0 meczu Superpucharu Francji przeciwko AS Monaco. Do gry wszedł w 73. minucie za Thiago Silvę. W rozgrywkach ligowych zagrał po raz pierwszy 8 dni później w wygranym 3:0 meczu przeciwko SM Caen. Grał całe spotkanie. W sezonie 2018/2019 zdobył z klubem Ligue 1 i Superpuchar. Łącznie wystąpił w 3 meczach (2 ligowe).
6 lutego 2019 podpisał kontrakt z Red Bullem Salzburg. W nowym klubie pierwszy raz na boisku pojawił się 17 marca 2019 w wygranym 0:2 spotkaniu przeciwko Wackerowi Innsbruck. 17 września 2019 zadebiutował w europejskich pucharach – miało to miejsce w wygranym 6:2 meczu fazy grupowej Ligi Mistrzów przeciwko KRC Genk. W tym samym meczu został ukarany żółtą kartką. Pierwszego gola zdobył 13 marca 2021 w wygranym 3:1 meczu przeciwko Admirze Wacker Mödling. Bernède trafił do siatki w 13. minucie. Z zespołem trzy razy wygrał ligę i dwa razy sięgnął po puchar krajowy. Do dnia 5 stycznia 2022 zagrał 56 razy (43 występy ligowe), strzelił jedną bramkę i asystował trzykrotnie.

### Statystyki
Stan na 5 stycznia 2022
| Sezon   | Klub                  | Kraj    | Rozgrywki              | Mecze | Gole |
| ------- | --------------------- | ------- | ---------------------- | ----- | ---- |
| 2016/17 | Paris Saint-Germain B | Francja | Championnat National 2 | 17    | 1    |
| 2017/18 | Paris Saint-Germain B | Francja | Championnat National 2 | 9     | 0    |
| 2018/19 | Paris Saint-Germain B | Francja | Championnat National 2 | 4     | 0    |
| 2018/19 | Paris Saint-Germain   | Francja | Ligue 1                | 2     | 0    |
| 2018/19 | Red Bull Salzburg     | Austria | Bundesliga             | 3     | 0    |
| 2019/20 | Red Bull Salzburg     | Austria | Bundesliga             | 10    | 0    |
| 2020/21 | Red Bull Salzburg     | Austria | Bundesliga             | 19    | 1    |
| 2021/22 | Red Bull Salzburg     | Austria | Bundesliga             | 11    | 0    |

## Kariera reprezentacyjna
Występował w młodzieżowych reprezentacjach Francji.

## Sukcesy

### Paris Saint-Germain
- Ligue 1 (1×): 2018/2019
- Superpuchar Francji (1×): 2018

### Red Bull Salzburg
- Bundesliga (3×): 2018/2019, 2019/2020, 2020/2021
- Puchar Austrii (2×): 2019/2020, 2020/2021